# J. Carrol Naish

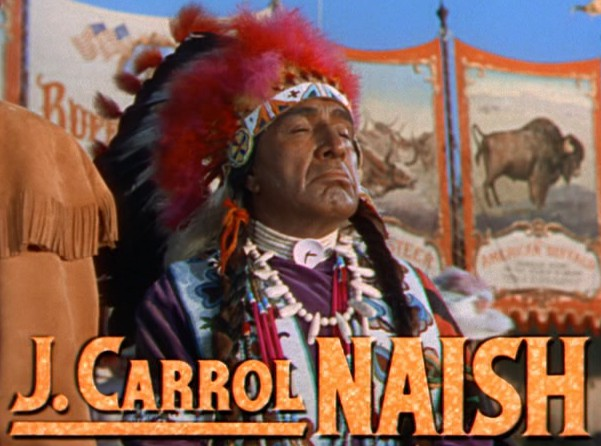
J. Carrol Naish i trailern till Annie Get Your Gun (1950)

Joseph Patrick Carrol Naish, född 21 januari 1897 i New York, död 24 januari 1973 i La Jolla i Kalifornien, var en amerikansk karaktärsskådespelare. Naish anlitades i amerikansk film mycket ofta i roller som exotiska karaktärer, dock kom han aldrig att spela irländare, vilken var nationaliteten han hade sitt ursprung i. Han blev mer brett uppmärksammad i USA då han gjorde huvudrollen i Life With Luigi (1950) som sändes i radio och TV.
Naish har tilldelats en stjärna på Hollywood Walk of Fame för arbete inom television.

## Filmografi i urval
- 1930 – Scotland Yard
- 1931 – Gun Smoke
- 1933 – The World Gone Mad
- 1934 – Murder In Trinidad
- 1934 – Ett drama i New York
- 1935 – Under the Pampas Moon
- 1935 – Kapten Blod
- 1936 – Svart raseri
- 1936 – The Return of Jimmy Valentine
- 1936 – Charlie Chan på Cirkus
- 1937 – Night Club Scandal
- 1938 – Prison Farm
- 1938 – King of Alcatraz
- 1939 – Hotel Imperial
- 1941 – De korsikanska bröderna
- 1941 – Blod och sand
- 1941 – En natt i Rio
- 1942 – Manhattan
- 1942 – Mannen med sälgpiporna
- 1943 – Behind the Rising Sun
- 1943 – Batman
- 1943 – Sahara
- 1945 – Sydstataren
- 1946 – Humoresque
- 1948 – Joan of Arc
- 1950 – Annie Get Your Gun
- 1950 – Rio Grande
- 1951 – Missouri
- 1951 – Sitting Bull
- 1952 – Urladdning
- 1954 – Saskatchewan
- 1955 – Ärans män
- 1955 – Farlig lördag
- 1957 – Kanske i kväll
- 1971 – Dracula Vs. Frankenstein